# René Mandri
Rene Mandri (født 20. januar 1984) er en estisk tidligere professionel cykelrytter.